# Zend Studio
Zend Studio – komercyjne zintegrowane środowisko programistyczne (Integrated Development Environment, IDE) oparte na platformie Eclipse, przeznaczone dla tworzących w języku PHP.
Wersja 7.1 zawiera:
- integrację z Zend Framework
- integrację z PHPDocumentor
- integrację z PHPUnit
- obsługa procesu refaktoryzacji
- automatyczną generację kodu
- zwijanie kodu (zwane foldingiem)
- obsługę systemów kontroli wersji: Subversion oraz CVS
- środowisko do debugowania
- podgląd baz danych MySQL, Microsoft SQL Server, Oracle, PostgreSQL, SQLite i innych
- przeglądarkę plików/projektu
- obsługa JavaScript, HTML oraz CSS